# Повернення Нейтана Беккера
«Повернення Нейтана Беккера» (рос. «Возвращение Нейтана Беккера») — український радянський художній фільм 1932 року режисерів Рашелі Мільман-Крімер і Бориса Шписа. Фільм мовою ідиш.

## Сюжет
Один єврей поїхав до Америки і 28 років пропрацював муляром. Але сталася криза і він повернувся в містечко в Білорусі разом з другом, негром Джимом.

## У ролях
- Давид Гутман
- Соломон Міхоелс
- Кадор Бен-Салім
- Борис Бабочкін — Микулич
- Анна Заржицька — Ната
- Віктор Яблонський

## Творча група
- Сценарій: Рашель Мільман-Крімер, Борис Шпис, Перец Маркіш
- Режисер: Рашель Мільман-Крімер, Борис Шпис
- Оператор: Євген Михайлов
- Композитор: Євген Брусилівський